# Précoce Migoule
Précoce Migoule est le nom d'un hybride naturel de châtaignier (synonyme CA 48), croisement entre un châtaignier européen (Castanea sativa) et japonais (Castanea crenata) obtenu par J. Dufrenoy au verger de Migoule à Brive-la-Gaillarde.
- Comportement aux transformations :  non essayé à cause du cloisonnement

## Caractéristiques
Précoce Migoule est la seule variété de châtaignes de cloisonnement supérieur à 12 % encore diffusée à cause de sa grande précocité et de son gros calibre. Elle peut être implantée dans de nombreuses régions. 

## Zones de culture
Sud Ouest jusqu'à 500 m, Bretagne, Sud est, adaptation assez large, semble correspondre à l'aire de culture de la vigne.